# 한스 차센하우스
한스 율리우스 차센하우스(독일어: Hans Julius Zassenhaus, 1912년 5월 25일 ~ 1991년 5월 28일)는 독일의 수학자이다. 추상대수학에 공헌하였다.

## 생애
1912년 5월 25일 독일 코블렌츠에서 태어났다. 아버지는 역사학자였고, 알베르트 슈바이처의 추종자였다. 차센하우스 가족은 총 3남 1녀를 두었으며, 장남 한스 말고도 남동생 귄터(독일어: Günther)와 빌프레트(독일어: Wilfred)와 누이 힐트군트(독일어: Hiltgunt)가 있었다. 차센하우스의 아버지는 학교 교장으로 있었으나, 나치 독일 정권이 들어서면서 슈바이처의 지지 때문에 해고당했다.
차센하우스는 함부르크 대학교에 입학하였고, 17세 때 이미 에밀 아르틴 아래 해석학 강의를 수강하였다. 21세 때 이미 군의 합성열에 대하여 연구하였고, 나비 보조정리(영어: butterfly lemma)를 증명하였다. 1934년 6월에 박사 학위를 취득하였고, 박사 학위 논문은 오늘날 차센하우스 군이라고 불리는 군에 대한 것이었다. 1936년에 아르틴의 조수가 되었으나, 이듬해 아르틴은 미국으로 이민하였다. 1937년에 《군론 교재》(독일어: Lehrbuch de Gruppentheorie)를 집필하였다. 1938년에 하빌리타치온을 취득하였다.
1942년에 리젤로테 로만(독일어: Lieselotte Lohmann)과 결혼하였고, 총 2남 3녀를 두었다. 이들은 미하엘(독일어: Michael, 男, 1943년 생), 앙겔라(독일어: Angela, 女, 1947년 생), 페터(독일어: Peter, 男, 1949년 생)이다. 1943년에 함부르크 대학교 교수가 되었다.
전후 1948년에 글래스고 대학교에 방문하였고, 1949년에 캐나다 맥길 대학교의 교수가 되었다. 이후 맥길 대학교에서 1959년까지 10년 동안 있었고, 이 동안 1955~6년에 프린스턴 고등연구소, 1958~59년에 캘리포니아 공과대학교를 방문하였다.
1959년에 미국 노터데임 대학교 교수가 되었고, 1965년에 오하이오 주립 대학교 교수가 되었다.
1982년에 은퇴하였다. 1991년 11월 21일 오하이오주 콜럼버스에서 사망하였다.

## 참고 문헌
- Pohst, M. (1994). “Hans Zassenhaus”. 《Journal of Number Theory》 (영어) 47: 1–19. doi:10.1007/BF03323082.